# رود پسفیر
رود پسفیر (انگلیسی: Psefir) یک رودخانه در سرزمین کراسنودار کشور روسیه است.